# Tlak (arhitektura)
Tlak je v gradbeništvu in arhitekturi talna površina na prostem ali površinska obloga v notranjosti stavb. Materiali za tlakovanje so asfalt, beton, kamen, kot so kocke, prodniki, umetni kamen, opeka, ploščice in včasih les. V krajinski arhitekturi je tlak del poti in se uporablja na pločnikih, cestnih površinah, dvoriščih, itd.
Tlak, narejen z vzorci, kot so mozaiki, so običajno uporabljali Rimljani.

## Tlakovci
Tlakovci so lahko kamnite kocke, ploščice, opeka, ki se običajno uporabljajo kot zunanji tlak. V tovarni se betonski tlakovci izdelajo z mešanjem betona in neke vrste barvil v kalupu ustrezne oblike, ki jih je potem mogoče oblikovati v vzorce. Tlakovci se lahko uporabljajo za izdelavo cest, dovozov, dvorišč, hodnikov in drugih zunanjih površin.

### Prepleteni betonski tlakovci
Prepleteni betonski tlak je vrsta tlakovanja. Ta posebna vrsta, znana tudi kot segmentno tlakovanje, se je v zadnjih nekaj desetletjih pojavila kot zelo priljubljena alternativa opeki, glini ali betonu. 
Segmentni tlakovci so se uporabljali tisoče let. Rimljani so zgradili ceste z njimi, ki še vedno obstajajo. Do sredine 1940-ih pa so se tlakovci začeli proizvajati iz betona. Začelo se je na Nizozemskem [5], kjer so vse ceste prilagodljive zaradi premikov, potokov in ponorov, saj je večina države pod morsko gladino. Ulit beton ni možen, ker razpoka. Posamezni tlakovci, ki so položeni v pesek, so veliko boljši od betona. Pred betonskimi, je bil uporabljen pravi kamen ali glina.
Prvi betonski tlakovci so bili oblikovani tako kot opeka, 10 cm x 20 cm in so jih imenovali Holandski kamen in obstaja še danes. Te enote so se izkazale za gospodarne za proizvodnjo in so bile izjemno močne.
Poleg tega, da so ekonomični, so medsebojno povezani betonski tlakovci tudi za vodo prepustni, kar ima ekološke koristi . Z omogočanjem odtekanja vode skozi tlakovce, ki posnemajo naravno absorpcijo, lahko graditelji in krajinsko zemljišče omejujejo površinski odtok  in preprečujejo erozijo tal ali nabiranje stoječe vode na okoliškem zemljišču. Nekatere prepustne naprave tlaka so zasnovane tako, da zbirajo deževnico, ki jo je mogoče nato ponovno uporabiti za namene, kot so namakanje ali pranje avtomobilov. 

### Kamniti tlak
Kamniti tlak je najstarejša vrsta tlaka. Ta vrsta se široko uporablja pri gradnji in urejanju krajine, saj je zelo cenjena zaradi lepote, moči in trajnosti. Kamniti tlakovci so narejeni iz številnih materialov, kot so apnenec, granit, bazalt, peščenjak in drugi. 
Travertin je trpežen, nizko-porozen kamen, ki ostane hladen pri neposredni sončni svetlobi, zaradi česar je priljubljena izbira za bazene, dvorišča, steze in prostore za zabavo na prostem. Travertin je odporen na sol in ima nizko refleksijo sončne svetlobe. 
Granitni tlakovci imajo visoko trdnost in gostoto, zaradi česar so enostavni za vzdrževanje in trpežni pri uporabi na prostem. 
Apnenčasti tlakovci so izrezani iz naravnih blokov apnenca, sedimentne kamnine, ki se nahaja v gorskih območjih in na morskih obalah. Apnenec ima edinstvene naravne barvne odtenke. 
Peščenjaki so pridobljeni iz naravnega kamna in se uporabljajo za pločnike, terase in dvorišča
- Rimski kamniti tlak v Herculaneumu
- Tlak iz okroglih kamnov v Italiji
- Tlak iz granitnih kock v Parizu
- Za vodo prepusten tlak iz betonskih elementov
- Portugalski tlak iz črnega bazalta in belega apnenca v Lizboni
- Opečni tlak na Piazza del Campo, Siena
- Lesen tlak bolj uporaben v notranjih prostorih

### Evropske Norme
- EN 1338 Betonski tlakovci - Zahteve in preskusne metode
- EN 1339 Betonske plošče - zahteve in preskusne metode
- EN 1341 Tlakovci iz naravnega kamna za uporabo na prostem - Zahteve in preskusne metode
- EN 1342 Tlakovci iz naravnega kamna za uporabo na prostem - Zahteve in preskusne metode
- EN 1344 Opečni tlakovci - Zahteve in preskusne metode